# Jatwingische Sprache

Ausbreitung der westbaltischen Sprachen im 11.–12. Jahrhundert, darunter hellblau im Südosten Jatwingisch/Sudauisch.

Jatwingisch (auch Sudauisch, jatwingisch jātviun/sūdaviun bilā) war eine westbaltische Sprache der Jatwinger, eines mit den Prußen verwandten Stammesverbandes mit einem vergleichsweise historisch schwankenden Siedlungsgebiet im südlichen Baltikum zwischen Weichsel bzw. Narew im Süden/Südwesten, der Memel im Norden und Osten, der Angerapp im Westen und (maximal) dem oberen Prypjat im Südosten. Nach der Eroberung des Gebietes durch den Deutschritterorden starb sie aus, die Jatwinger gingen allmählich im deutschen, litauischen (ostbaltischen) und slawischen Element auf. Christoph Hartknoch berichtete noch im Jahr 1667 von einigen Jatwingern, die seit ihrer erzwungenen Umsiedlung Ende des 13. Jahrhunderts in Samland lebten und ihre angestammte Sprache sprachen. Es ist anzunehmen, dass die Sprache bald darauf ausstarb.
Jatwingisch hatte sechs Kasus (Nominativ, Genitiv, Dativ, Akkusativ, Lokativ und Vokativ) und eine komplexe Verbalmorphologie mit verschiedenen Modi. Es gehörte zu den Randdialekten des Urbaltischen, weshalb es viele archaische Züge bewahrte, die im zentralbaltischen Raum verlorengingen.
Viele jatwingische Lehnwörter gibt es in den belarussischen Dialekten, außerdem sind nicht wenige regionale Toponyme erforscht. Schriftliche Sprachzeugnisse sind kaum erhalten, außer dem Sudauer Büchlein aus dem Ende des 16. Jahrhunderts, das einige jatwingische/sudauische Sätze und Wörter wiedergibt, und einem kurzen Wörterbuch, dem 1982 unter spektakulären Umständen aufgetauchten Pogańske gwary z Narewu, dessen Original allerdings verloren ging. 